# Isomería conformacional
En química orgánica, los isómeros conformacionales o confórmeros son estereoisómeros que se caracterizan por poder interconvertirse (modificar su orientación espacial, convirtiéndose en otro isómero de la misma molécula) a temperatura ambiente, por rotación en torno a enlaces simples. Estas conformaciones se denominan: anti, eclipsada o alternada. Son compuestos que, generalmente, no pueden aislarse físicamente, debido a su facilidad de interconversión.
El análisis conformacional es la exploración de todos los confórmeros que se pueden obtener de una molécula dada al realizar torsiones alrededor de enlaces sencillos (grados de libertad conformacionales), observando los cambios en la energía molecular asociados a esas torsiones.

## Tipos de isomería conformacional

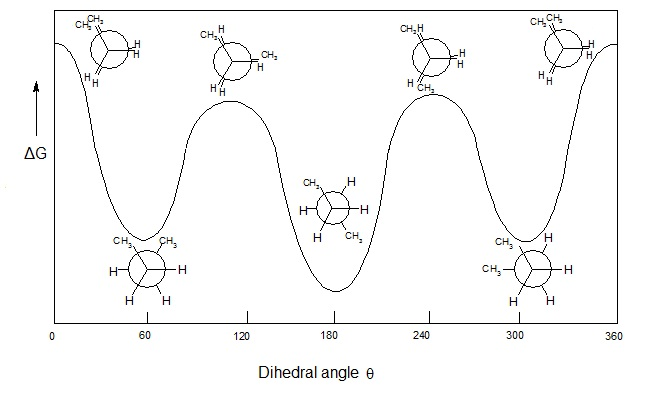
Diagrama de energía de Gibbs del butano en función del ángulo diedro.

El butano tiene tres rotámeros: dos confórmeros gauche, que son enantiómeros, y un confórmero anti, donde los centros de los cuatro carbonos son coplanares. Las tres conformaciones eclipsadas (con ángulos diedros de 0°, 120° y 240°) no se consideran rotámeros pero en cambio son estados de transición. En la gráfica de la derecha se pueden ver las transiciones entre los distintos confórmeros.
Una función aproximada puede ilustrar las principales características del análisis conformacional para alcanos lineales no ramificados con rotación alrededor de un enlace central C–C (C1–C2 en el etano, C2–C3 en el butano, C3–C4 en el hexano, etc.). Los miembros de esta serie tienen la fórmula general C2nH4n+2  con el índice n = 1, 2, 3, etc. Se puede asumir que la tensión angular es insignificante en los alcanos, ya que todos los ángulos de enlace están cerca del ideal tetraédrico. Por lo tanto, el perfil de energía es periódico con una periodicidad de {\displaystyle 2\pi /3} (120°) debido a la simetría rotacional de orden 3 de los átomos de carbono con hibridación sp3. Esto sugiere una función {\displaystyle V(\theta ,k)} sinusoidal de energía potencial, típicamente modelada usando una serie de Fourier truncada por los términos dominantes:
{\displaystyle V(\theta ,k)=\sum _{k=0}^{\infty }{\frac {V_{k}(n)}{2}}[1-\cos(k\theta )]}
donde {\displaystyle \theta } es el ángulo diedro en grados sexagesimales, {\displaystyle V_{k}(n)} son coeficientes que representan la amplitud del armónico {\displaystyle n}-ésimo (correspondiente a diferentes barreras de energía debido a influencias torsionales y asimetría en interacciones estéricas) y el factor {\displaystyle {\tfrac {1}{2}}} y la forma {\displaystyle [1-\cos(k\theta )]} garantizan que la energía sea mínima en las conformaciones alternadas y máxima en las conformaciones eclipsadas.
Para los alcanos, el término dominante suele ser {\displaystyle k=3}, lo que refleja la triple simetría rotacional. Se pueden incluir términos superiores para mayor precisión cuando los efectos estéricos representan desviaciones importantes. La principal contribución proviene de la tensión torsional debida al eclipse de los grupos alquilo, capturada por el término {\displaystyle \cos(3\theta )}. Las interacciones estéricas aumentan con el tamaño de los sustituyentes (H⁡– para el etano, CH₃– para el butano, C₂H₃– para el hexano, etc.) y se consideran con el término {\displaystyle \cos(\theta )} donde {\displaystyle (k=1)}. El número de átomos de carbono influye claramente en el tamaño de los sustituyentes en torno al enlace C–C central. En general, para alcanos lineales no ramificados con cadenas pares, habrá dos sustituyentes de tipo Cn-1H2n-1 a cada lado del enlace sobre el cual se rota.
Una parametrización que utiliza valores de energía derivados de datos de espectroscopia rotacional y cálculos teóricos da como resultado la siguiente ecuación simplificada:
{\displaystyle V(\theta ,n)=0.25(n-1)[1-\cos(\theta )]+[1.45+0.05(n-1)][1-\cos(3\theta )]}
donde {\displaystyle V(\theta ,n)} se expresa en kcal/mol y {\displaystyle k=1,3}. Esta función ignora en gran medida las deformaciones angulares y las interacciones de largo alcance para los {\displaystyle n} miembros de la serie.
Algunos ejemplos importantes de Isomería conformacional incluyen:
- Conformaciones de alcano lineal con rotámeros de gauche, eclipsadas y alternadas.
- Conformación del anillo.
  - Conformaciones del ciclohexano con confórmeros de silla y bote.
  - Conformaciones de hidratos de carbono.
- Atropisomerismo, debido a la rotación restringida sobre un enlace una molécula puede ser quiral.
- Plegamiento de moléculas, donde algunas formas son estables y funcionales, pero otros no lo son.

## Población de equilibrio de confórmeros
La probabilidad de encontrar el i-ésimo isómero conformacional de una molécula sigue una distribución de Boltzmann tal que

{\displaystyle {\frac {N_{i}}{N}}={\frac {\exp(-E_{\mathrm {p} ,i}/RT)}{\sum _{j=1}^{N}\exp(-E_{\mathrm {p} ,j}/RT)}}},

donde Ni es el número de confórmeros i, N el número total del confórmeros, Ep,i la energía potencial relativa del i-ésimo confórmero, R la constante de los gases ideales, T la temperatura. La suma sobre el índice j tiene en cuenta todos los confórmeros, incluido el i-ésimo. El denominador de la derecha es la función de partición.

## Aislamiento u observación de los isómeros conformacionales
- Los atropoisomeros pueden ser bastante estables en función de los efectos estéricos, estos fueron los primeros isómeros conformacionales en identificarse. En el sistema de antropoisómeros bifenílicos es especialmente frecuente, por ejemplo el binaftol.
- En derivados del ciclohexano, los rotámeros de dos sillas se interconvierten con tasas del orden de 105ring lanzamientos/seg, que evidentemente impide su separación.El confórmero ecuatorial se cristaliza selectivamente y cuando estos cristales se disuelven a temperaturas muy bajas, uno puede supervisar directamente el enfoque de equilibrio por RMN.

## Técnicas de estudio de la isomería conformacional
Más información sobre isomería conformacional proviene de los estudios de difracción de rayos X de cristal único. La espectroscopia infrarroja normalmente se utiliza para medir coeficientes de confórmero. Para el confórmero axial y ecuatorial de bromociclohexano, el número de onda difiere por casi 50 cm−1.
La dinámica de conformación y otros tipos de isomería pueden controlarse por RMN a diferentes temperaturas. La técnica se aplica a energías entre 8 y 14 kcal mol−1 y las especies exhibiendo esa dinámica se denominan fluxional.

## Reacciones dependientes de la conformación
La velocidad de reacción es altamente dependiente de la conformación de los reactivos. Este tema es especialmente bien dilucidado en química orgánica. Un ejemplo es proporcionado por las reacciones de eliminación, que implican la eliminación simultánea de un protón y un grupo saliente desde posiciones vecinales bajo la influencia de una base. El mecanismo requiere que los átomos o grupos salientes sigan trayectorias antiparalelas. Para los sustratos de la cadena abierta se cumple este requisito geométrico por al menos uno de los tres confórmeros escalonados. Para algunos sustratos cíclicos, sin embargo, un acuerdo antiparalelo puede no ser alcanzable en función. Los sustituyentes adyacentes en un anillo de ciclohexano pueden lograr antiperiplanaridad sólo cuando ocupan posiciones trans diaxiales. Una consecuencia de este análisis es que el cloruro de trans-4-terc-butilciclohexilo no puede dar una reacción de eliminación fácilmente, pero en cambio si da una reacción de sustitución:
El isómero trans puede alcanzar la configuración antiperiplanar sólo a través del confórmero axial desfavorecido, por lo tanto, no da la reacción de eliminación. El isómero cis ya está en la geometría correcta en su conformación más estable, por lo tanto, da la reacción de eliminación fácilmente.

## Bibliotecas de rotámeros de proteínas
Una biblioteca de rotámeros es una colección de rotámeros para cada tipo de residuo en proteínas, con la cadena lateral y los grados de libertad. Las bibliotecas de rotámeros generalmente contienen información sobre la conformación y frecuencia de una cierta conformación. A menudo, las bibliotecas también contendrán información sobre la variación de ángulos diedro-medios o modos que pueden utilizarse en la toma de muestras.
Los ángulos diedros de la cadena lateral no se distribuyen uniformemente pero casi todos los tipos de cadena lateral, los ángulos χ, se producen en racimos apretados alrededor de ciertos valores. Las bibliotecas de rotámeros por lo tanto, generalmente, derivan del análisis estadístico de la cadena lateral de conformaciones en conocidas estructuras de proteínas, mediante la observación de conformaciones de los grupos o dividiendo el espacio del ángulo diedro en bandejas, y determinando una conformación promedio en cada ubicación. Esta división suele ser por motivos de física-química, como en las divisiones para la rotación sobre los enlaces sp3-sp3 en tres contenedores de 120°, centrada en cada conformación alternada (60°, 180° -60°).
Las bibliotecas de rotámeros pueden ser independientes de la columna vertebral, dependientes de la estructura secundaria o dependientes de la columna vertebral. Las distinciones se hacen dependiendo de si los ángulos diedros para los rotámeros o sus frecuencias dependen de la conformación de la red local o no. Las bibliotecas de rotámeros independientes de la columna vertebral no hacen referencia a la conformación de la columna vertebral y se calculan en todas las cadenas por el lado disponible de un tipo determinado. Las bibliotecas secundarias con estructura dependiente presentan diferentes ángulos diedros o frecuencias de rotámeros para la α-hélice, β-hoja o estructuras secundarias de bobina. Las bibliotecas dependientes de la columna vertebral de rotámeros presentan conformaciones o frecuencias que dependen de la conformación de la columna vertebral local definida por la columna vertebral de los ángulos diedros ϕ y ψ, independientemente de la estructura secundaria. Finalmente, como una variante de las bibliotecas dependientes de la columna vertebral de rotámeros, existen en forma de rotámeros de posición específica los definidos por un fragmento de normalmente 5 aminoácidos de longitud, donde se examina la conformación de la cadena de lado del residuo central.